# Vaszy Viktor Kórus
A Vaszy Viktor Kórus Szeged város oratóriumkórusa, melyet szegedi karvezetők felkérésére 1958-ban Szegedi Zenebarátok Kórusa néven alapított a legendás karmester, Vaszy Viktor, aki az énekkart 1979-ben bekövetkezett haláláig vezette. 

## Története
Az együttes irányítását az alapító halála után az akkori szegedi főzeneigazgató, Pál Tamás vette át. 1980-tól fenntartását a Délmagyarországi Magas- és Mélyépítő Vállalat vállalta; ebben az időben az együttes DÉLÉP Szegedi Zenebarátok Kórusa néven működött. A fenntartó vállalat összeomlása és Pál Tamás művészeti vezető Szegedről való elszerződése miatt 1986-ban a kórus megérett az átszervezésre: ismét közvetlenül a város vált fenntartójává, Oberfrank Géza akkori főzeneigazgató vette át a szakmai vezetést Molnár Lászlónak, a Szegedi Nemzeti Színház karigazgatójának közreműködésével. Az énekkar ekkor vette fel alapítójának nevét. Vaszy Viktor Kórus néven első hangversenyét 1987 decemberében adta. Az 1988/89-es évad elején Molnár László, majd végén Oberfrank Géza Szegedről való távozásával munkájukat a színház új karigazgatója folytatta: Gyüdi Sándor vezető karnagy 1988 ősze óta dolgozik a kórussal.

## Tevékenysége
A Vaszy Viktor Kórus az éppen előadandó darabnak megfelelő összeállításban, 16 – 120 fős létszámmal lép fel. A kórusban több-kevesebb rendszerességgel fellépő mintegy százötven énekes nem főhivatásban vesz részt a munkában; a tagok részben a Szegedi Nemzeti Színház énekkarának tagjai, mások ének- és zenetanárok, a Szegedi Tudományegyetem Zeneművészeti Karának és Pedagógusképző Karának hallgatói, vagy nem zenei munkájuk mellett kiváló kottaolvasási készséggel és megfelelő énekhanggal rendelkeznek. Számos mai sikeres opera- és hangversenyénekes volt az együttes tagja pályájának kezdetén, t. k. Kónya Krisztina, Somogyvári Tímea Zita, Megyesi Zoltán, Cseh Antal, Cser Krisztián, Szélpál Szilveszter.
A kórus repertoárja a barokktól a kortárs zenéig terjed. Számos ritkaság előadása, valamint ősbemutató fűződik nevéhez. Fellépett szinte minden jelentős fővárosi koncert helyszínen (t. k. a Zeneakadémia nagytermében, a Művészetek Palotája Nemzeti Hangversenytermében, a budavári Mátyás-templomban, a Szent István-bazilikában), számos magyar városban, sikeres hangversenyeket adott Németországban, Görögországban, Olaszországban, Franciaországban, Spanyolországban, Romániában, Szerbiában és Portugáliában. Hangversenyeinek túlnyomó részében a Szegedi Szimfonikus Zenekar partnere, de a helyi zenekaron kívül fellépett szinte valamennyi magyar szimfonikus zenekarral és számos kamarazenekarral, továbbá külföldi együttesekkel. A Vaszy Viktor nevének felvételét követő negyedszázadban kb. háromszáz hangversenyén mintegy nyolcvan különböző zeneművet adott elő összesen kb. félszáz karmesterrel.